# Tropilis
Tropilis is een geslacht van twaalf soorten orchideeën uit de onderfamilie Epidendroideae. Het geslacht is afgesplitst van Dendrobium.
Het zijn kleine tot grote epifytische of lithofytische orchideeën van tropische regenwouden uit het noordoosten van Australië. Ze hebben sterk ruikende bloemen.

## Naamgeving enetymologie
- Synoniem: Dendrobium Sw. (1799) sect. Dendrocoryne

De betekenis van de botanische naam Tropilis is onduidelijk. De naam werd door Constantine Samuel Rafinesque zelf vertaald als 'kiel-lip', wat etymologisch onmogelijk is.

## Kenmerken
Tropilis-soorten zijn kleine tot grote epifytische of lithofytische planten met sympodiale groei. Ze hebben dunne, aan de basis gezwollen, gesegmenteerde, geribte en afhangende bloemstengels (soms met meerdere samen in een schede) met twee tot vier eindstandige, dunne, glanzende, lancetvormige tot ovale bladeren en een eveneens eindstandige korte, dichtbloemige tros met enkele tot een tiental bloemen met een opvallende zoetige of kruidige geur.

## Habitaten verspreidingsgebied
Tropilis-soorten komen voor op bomen en rotsen op open plaatsen in de buurt van water van warme, vochtige laaglandregenwouden tot open montane bossen. Ze komen voornamelijk voor in  het noordoosten van Australië (Queensland, New South Wales), Nieuw-Caledonië en de omringende eilanden.

## Taxonomie
Tropilis is in 1837 als geslacht beschreven door Rafinesque. Het is door Clements en Jones opnieuw als apart geslacht erkend.
Het omvat voornamelijk soorten die voorheen werden ingedeeld bij de sectie Dendrocoryne van het geslacht Dendrobium
Het geslacht telt in de meest recent geaccepteerde taxonomie twaalf soorten. De typesoort is Tropilis aemula.

### Soortenlijst
- Tropilis aemula (R.Br.) Raf. (1837)
- Tropilis angusta D.L.Jones & M.A.Clem. (2006)
- Tropilis bidupensis (Gagnep.) Rauschert (1983)
- Tropilis callitrophila (B.Gray & D.L.Jones) D.L.Jones & M.A.Clem. (2002)
- Tropilis carunculosa (Gagnep.) Rauschert (1983)
- Tropilis closterium (Rchb.f.) Butzin (1982)
- Tropilis crassa D.L.Jones, B.Gray & M.A.Clem. (2006)
- Tropilis eburnea D.L.Jones & M.A.Clem. (2006)
- Tropilis eungellensis D.L.Jones & M.A.Clem. (2006)
- Tropilis odontochila (Rchb.f.) Butzin (1982)
- Tropilis radiata D.L.Jones & M.A.Clem. (2006)
- Tropilis subterrestris (Gagnep.) Rauschert (1983)